# Pleurosicya prognatha
Pleurosicya prognatha är en fiskart som beskrevs av Goren, 1984. Pleurosicya prognatha ingår i släktet Pleurosicya och familjen smörbultsfiskar. Inga underarter finns listade i Catalogue of Life.